# Гомес Лондоньо, Себастьян
Себастьян Гомес Лондоньо (исп. Sebastián Gómez Londoño; род. 3 июня 1996, Хирардота) — колумбийский футболист, полузащитник клуба «Коритиба» и сборной Колумбии.

## Клубная карьера
Гомес — воспитанник клуба «Атлетико Насьональ». В 2016 году игрок на правах аренды перешёл в «Итагуи Леонес». 22 мая в матче против «Тигрес» он дебютировал в колумбийской Серии B. 16 апреля 2017 года в поединке против «Льянерос» Себастьян забил свой первый гол за «Итагуи Леонес». По итогам сезона игрок помог клубу выйти в элиту. 4 февраля 2018 года в матче против «Америка Кали» он дебютировал в Кубке Мустанга. По окончании аренды игрок вернулся в «Атлетико Насьональ». 27 января 2019 года в матче против «Онсе Кальдас» он дебютировал за основной состав. 8 февраля в поединке Кубка Либертадорес против венесуэльского «Депортиво Ла Гуайра» Себастьян забил совй первый гол за «Атлетико Насьональ». В составе клуба игрок выиграл чемпионат и завоевал Кубок Колумбии. 
Летом 2023 года Гомес перешёл в бразильскую «Коритибу». 6 августа в матче против «Ред Булл Брагантино» он дебютировал в бразильской Серии A. 15 сентября в поединке против «Байи» Себастьян забил свой первый гол за «Коритибу». По итогам сезона клуб вылетел в бразильскую Серию B, но игрок остался в команде. 

## Международная карьера
11 декабря 2023 года в товарищеском матче против сборной Венесуэлы Гомес дебютировал за сборную Колумбии. 

## Достижения
Клубные
 «Атлетико Насьональ»
- Победитель Кубка Мустанга — Апертура 2022
- Обладатель Кубка Колумбии — 2021